# Shangmula
Shangmula (kinesiska: 上木拉, 上木拉乡) är en socken i Kina. Den ligger i provinsen Sichuan, i den sydvästra delen av landet, omkring 360 kilometer väster om provinshuvudstaden Chengdu. Antalet invånare är 1523. Befolkningen består av 714 kvinnor och 809 män. Barn under 15 år utgör 27,0 %, vuxna 15-64 år 67 %, och äldre över 65 år 4,0 %.
Genomsnittlig årsnederbörd är 995 millimeter. Den regnigaste månaden är juni, med i genomsnitt 230 mm nederbörd, och den torraste är november, med 3 mm nederbörd.